# محراب تچن

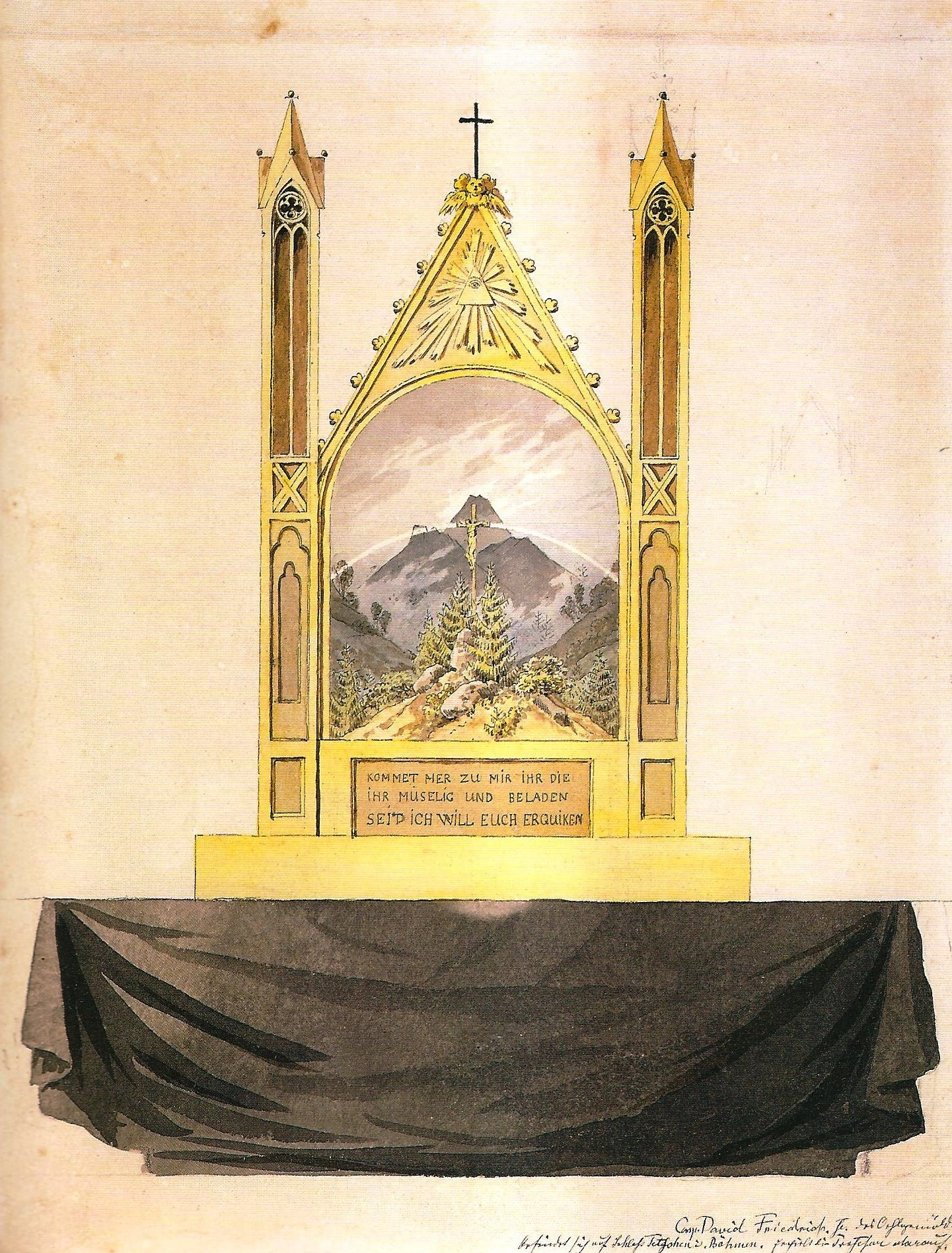
طرح فریدریش برای قطعه محراب در سال ۱۸۰۷. مجموعهٔ نقاشی‌های مس و فلزکاری، درسدن.

محراب تچن که به نام صلیب در کوهستان نیز شناخته می‌شود، نقاشی رنگ روغنی از هنرمند آلمانی کاسپار داوید فریدریش است که به عنوان یک قطعهٔ محراب طراحی شده است. این نقاشی که در سال ۱۸۰۸ کشیده شده، از نخستین آثار مهم فریدریش به‌شمار می‌آید و نقطهٔ عطفی در منظره‌نگاری بود چرا که شامل شمایل‌نگاری نیز می‌شود. در رده‌بندی گونه‌ها، نقاشی مذهبی بالاترین ژانر هنری محسوب می‌شد؛ بنابراین استفادهٔ فریدریش از منظره برای انتقال پیام معنوی، بحث‌برانگیز بود و موجب مناقشه میان طرفداران ایده‌آل‌های نوکلاسیسیسم و رمانتیسم آلمانی جدید فریدریش و هم‌دوره‌هایش شد.

## توصیف
این بوم، یک صلیب کوهستانی طلایی را نشان می‌دهد که در آن عیسی مصلوب به صورت نمای جانبی بر صخره‌ای در بالای کوه قرار گرفته و در پایین آن درختان صنوبر دیده می‌شوند. صلیب که به سمت خورشید قرار دارد، به بالاترین نقطه تصویر می‌رسد اما به صورت مورب و از فاصله‌ای دور نشان داده شده است. فضای تصویری تقریباً دوبعدی است و به دلیل نبود هیچ عنصر پیش‌زمینه‌ای، صحنه از بیننده دور و در ارتفاعی زیاد احساس می‌شود. نور پشت صلیب، بخش‌هایی از کوه را که مشاهده می‌کنیم تاریک کرده است. خورشید کم‌ارتفاع ممکن است در حال طلوع یا غروب باشد؛ پنج پرتو سبک‌شدهٔ آن به سمت بالا حرکت می‌کنند و یکی از آنها درخشش روی مسیح ایجاد کرده که تداعی‌کنندهٔ مجسمه‌ای فلزی است. پیچک در پایهٔ صلیب رشد کرده است. به گفتهٔ زیگل، طراحی این قطعه محراب «نقطهٔ اوج منطقی بسیاری از طرح‌های قبلی [فریدریش] است که صلیبی را در جهان طبیعت به تصویر کشیده‌اند».
این بوم در چندین جنبه از یک منظرهٔ طبیعی فاصله گرفته است. نحوهٔ برخورد با نور واقع‌گرایانه نیست؛ تاریخ‌نگار هنر، لیندا زیگل، پیشنهاد می‌کند که خورشید تنها منبع نور نیست و باید منبع نورانی اسرارآمیزی نیز حضور داشته باشد. موقعیت بیننده نامشخص است، ظاهراً در ارتفاعی زیاد قرار دارد، و هر کجا که باشد، جزئیات منظره به اندازه‌ای که فریدریش نشان می‌دهد قابل مشاهده نیست. کتاب نمایشگاهی نوآوری‌های رسمی منظره‌های فریدریش را این‌گونه توصیف کرده است: «عدم تمایل به ساختن فضای پیوسته از لایه‌های به هم پیوسته [و] نبود یک تونالیته واحد در استفاده او از رنگ».
این منظره توجه زیادی به جزئیات در مدل‌سازی طبیعت دارد. فریدریش تعدادی مطالعه دربارهٔ درختان و صخره‌ها انجام داده است که می‌توان آنها را در این نقاشی یافت. منتقد معاصر فریدریش، رامدور، تأثیر آلبرشت دورر و دیگر استادان را در دقت تصویرسازی پذیرفت: «هر شاخه کوچک، هر سوزن بر روی درختان صنوبر، هر لکه روی صخره به‌خوبی بیان شده است… بیرون‌نمای کلی کاملاً دقیق است» — اما این انتقاد نیز بود، با توجه به فاصله دور بیننده: «برای اینکه بتوان کوه را همزمان با آسمان در این رابطه دید، [فریدریش] باید چند هزار قدم دورتر می‌ایستاد، در همان سطح کوه و به گونه‌ای که خط افق موازی کوه باشد. از چنین فاصله‌ای او نمی‌توانست هیچ جزئیاتی را ببیند.»
قاب طلایی‌رنگ که طراحی آن به فریدریش و ساخت آن به مجسمه‌ساز کریستیان گوتلیب کون تعلق دارد، شامل نمادهای مسیحی دیگری نیز هست. در پایه قاب، چشم خدا درون یک مثلث قرار دارد که گندم و تاک‌نشانی‌های عشای ربانی را همراه دارد. در امتداد قاب، ستون‌های گوتیک شاخه‌های نخل را حمایت می‌کنند که از آن‌ها پنج فرشته بیرون آمده‌اند و ستاره‌ای بالای فرشته مرکزی قرار دارد. این طراحی که هنر مقدس دوره‌های بسیار پیشین را به یاد می‌آورد، کارکرد نقاشی را به عنوان یک قطعه محراب تثبیت کرد و به بینندگان معاصر «راهنمایی تمثیلی برای خوانش صحنه نقاشی درون قاب» داد، اگرچه هرگونه خوانش تمثیلی به دلیل ترکیب منحصر به فرد ژانرها قابل بحث بود.

## سفارش
پیدایش قطعه محراب کاسپار داوید فریدریش ساده نیست. دهه‌ها، تاریخ‌نگاران هنر روایت دوست نزدیک فریدریش، آگوست اتو روله فون لیلین‌اشتیرن را پذیرفته بودند تا اینکه مدارک جدیدی پدید آمد. بر اساس روایت لیلین‌اشتیرن، این محراب به سفارش کنتس ترزیا فون تون-هوهن‌اشتاین برای نمازخانهٔ خانوادهٔ کاتولیکش در تچن، بوهم ساخته شده بود. او یک اثر سپیدای مشابه از فریدریش دیده و شیفتهٔ آن شده بود. نقاش ابتدا در پذیرش سفارش مردد بود و معمولاً فقط وقتی الهام می‌گرفت نقاشی می‌کرد، اما وقتی طرح کلی برای قطعه محرابی یافت که به نظرش با فضای نمازخانه هماهنگ بود، قبول کرد. اما تحقیقات سال ۱۹۷۷ نشان داد که فریدریش پیش از دریافت سفارش این نقاشی را طراحی کرده و قصد داشت آن را به پادشاه گوستاو چهارم آدولف تقدیم کند (که با خلع پادشاه تا پایان ۱۸۰۸ این موضوع منتفی شد). خانوادهٔ تون-هوهن‌اشتاین تا اوت ۱۸۰۸ از این جزئیات آگاه شدند. مادر کنتس نسبت به قیمت و قالب اثر اعتراض داشت و گفت این اثر هرگز در نمازخانهٔ خانواده یا جای دیگری در قلعه استفاده نخواهد شد. آنها در نهایت اثر را خریدند اما آن را در اتاق خواب کنتس آویزان کردند. فریدریش می‌خواست برای دیدن قطعه محرابش «در محل» به خانواده سر بزند، بی‌خبر از مکان واقعی آن. حامیانش با دروغ دربارهٔ برنامه‌هایشان برای محل نقاشی یا مکان فعلی آن، او را منصرف کردند. با این حال، قلعهٔ تچن از ۱۸۰۹ تا ۱۹۲۱ خانهٔ قطعه محراب بود.
تمایل کاسپار داوید فریدریش به تقدیم این نقاشی به گوستاو چهارم آدولف، پادشاه سوئد، نه تنها داستان سفارش اثر را پیچیده می‌کند، بلکه تفسیر آن را نیز تحت تأثیر قرار می‌دهد. فریدریش اهل شهر گرایفسوالت بود، منطقه‌ای که از زمان پیمان وستفالی در سال ۱۶۴۸ گاهی زیر سلطهٔ سوئد قرار داشت و این وضع تا حملهٔ ناپلئون در سال ۱۸۰۶ ادامه داشت. برای یک میهن‌پرست آلمانی ضدفرانسوی مانند فریدریش، حملهٔ ناپلئون احساسات آلمانی و ملی‌گرایی رمانتیک را شعله‌ور کرد. گوستاو چهارم آدولف با اعلام این که «امیدوارم روزی را ببینم که آلمان را به عنوان وطن دوم خود، به جایگاهی که ملت محترم و شهرت قرون به آن حق انکارناپذیر می‌دهد، بازگردانم»، به رسمیت شناختن خود از آلمان را تأیید کرد. این پادشاه همچنین مردی پرهیزگار بود که تحت تأثیر کلیسای موراوی قرار داشت، فرقه‌ای پروتستان که به «تعلق خاطر ریشه‌دار درون‌نگرانه … ایمانی که نه در افکار و نه در سر بلکه در قلب است، نوری که در قلب تابیده می‌شود» معتقد بود. نقاشی فریدریش این احساس را منعکس می‌کند و شامل چیزی است که می‌توان آن را یکی از نمادهای گوستاو چهارم، خورشید نیمه‌شب، دانست. نوربرت ولف معتقد است که «محراب تچن» «نخست و مهم‌تر از همه، یک قطعه محراب نبود بلکه اثری از تبلیغات سیاسی بود … [که] ایدئولوژی آزادی‌بخش سلطنت سوئد را برمی‌انگیخت». کورنر و ولف بیان می‌کنند که وقتی استعارهٔ سیاسی دیگر برای فریدریش قابل استفاده نبود، تفسیر اثر به آسانی از سیاسی به مذهبی و مطابق با ایده‌آل‌های رمانتیسم آلمانی تغییر یافت. فریدریش در طول زندگی هنری خود به استفاده از موضوعات ملی‌گرایانه آلمانی در آثارش ادامه داد.

## نگارخانه

### پیش‌زمینه‌ها و مطالعات

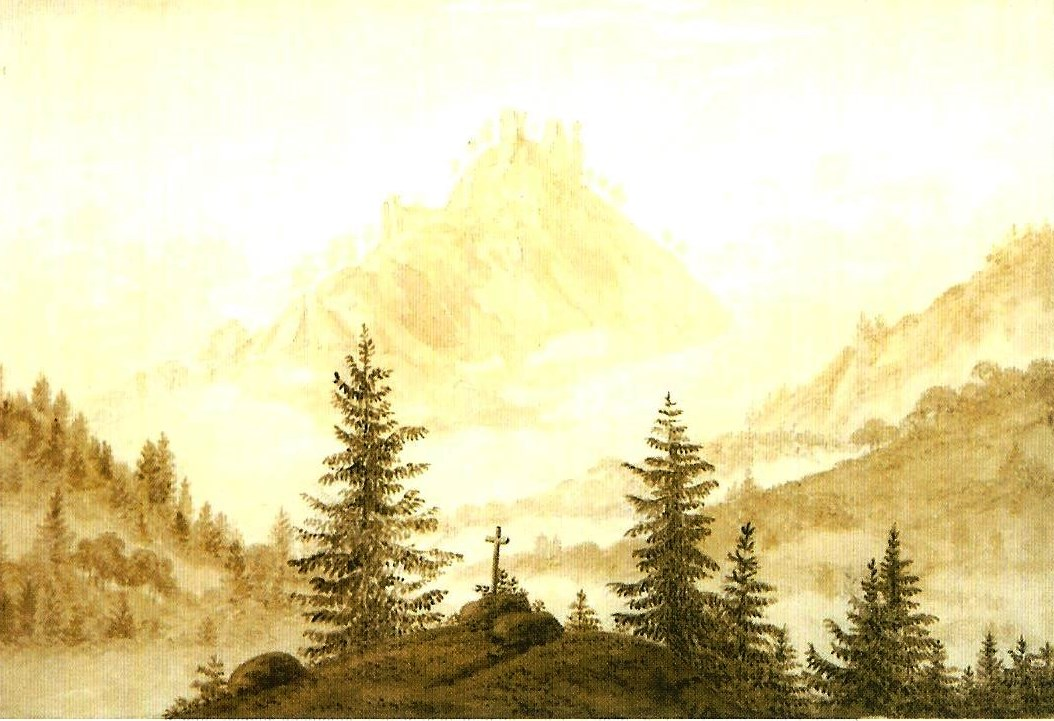
منظره کوهستان، ۱۸۰۴/۰۵. زمینه‌ای پیشین برای صلیب در منظره.
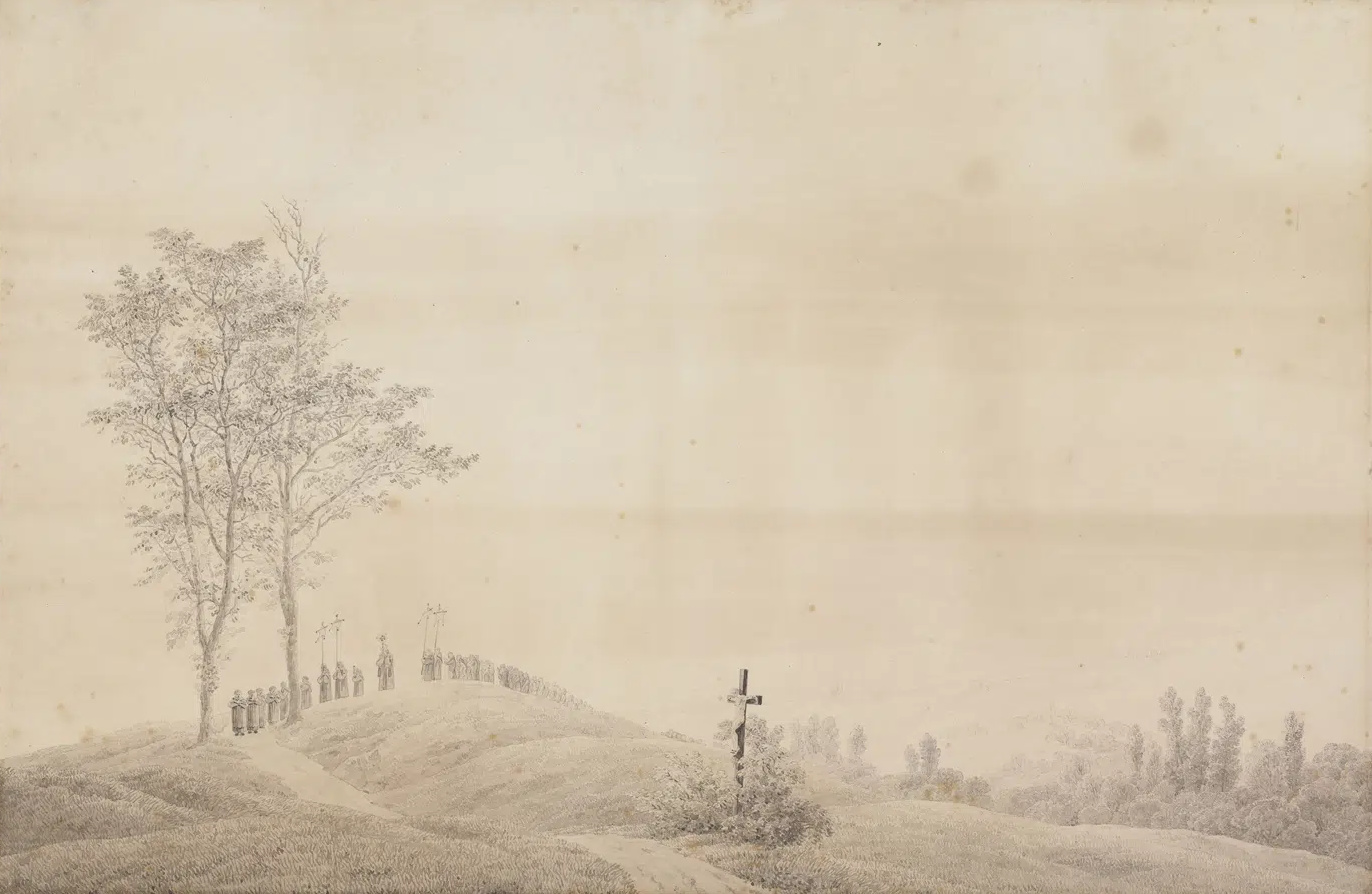
زیارت در غروب خورشید، حدود ۱۸۰۵. زمینه‌ای پیشین.
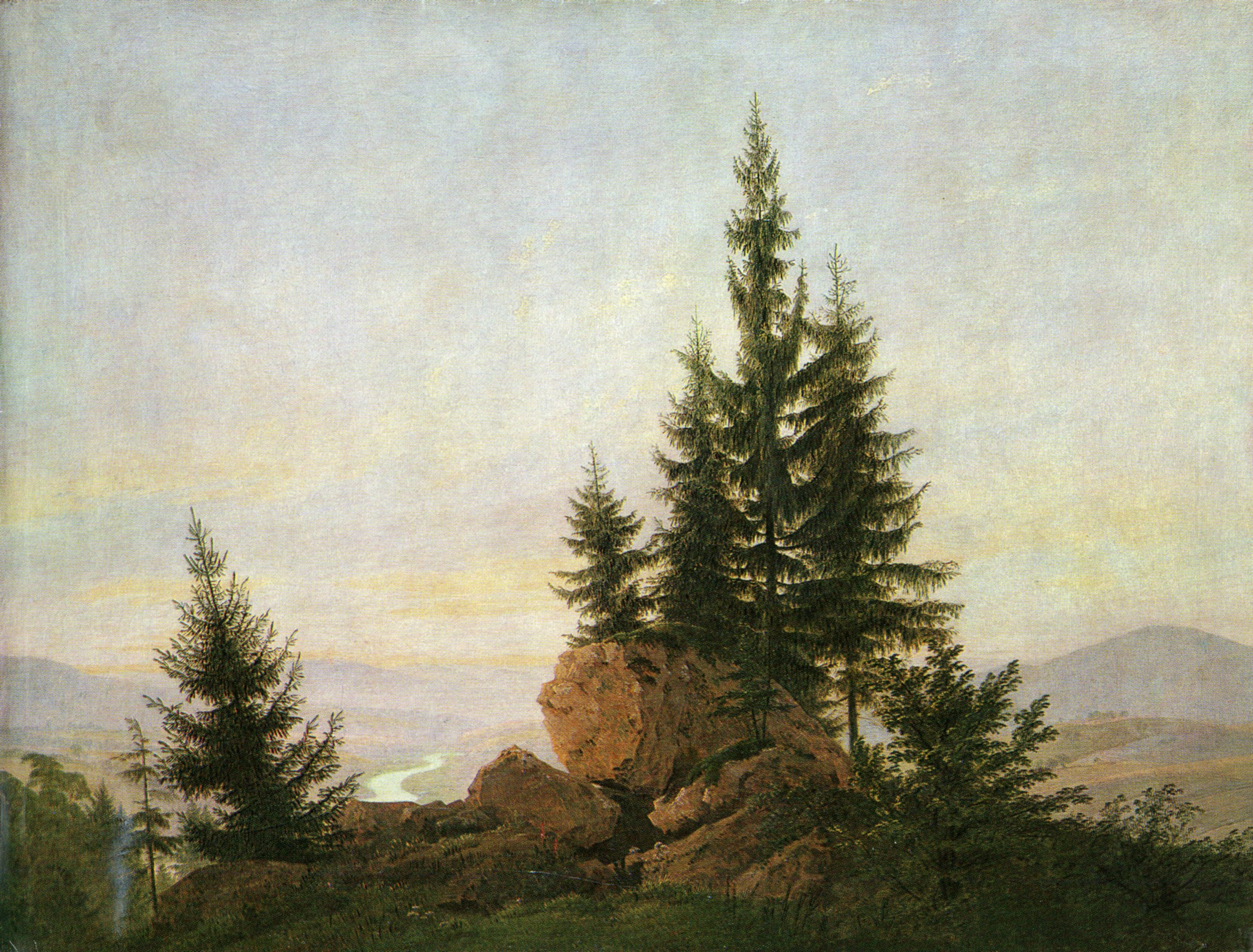
نمای دره البه، ۱۸۰۷. زمینه‌ای پیشین.
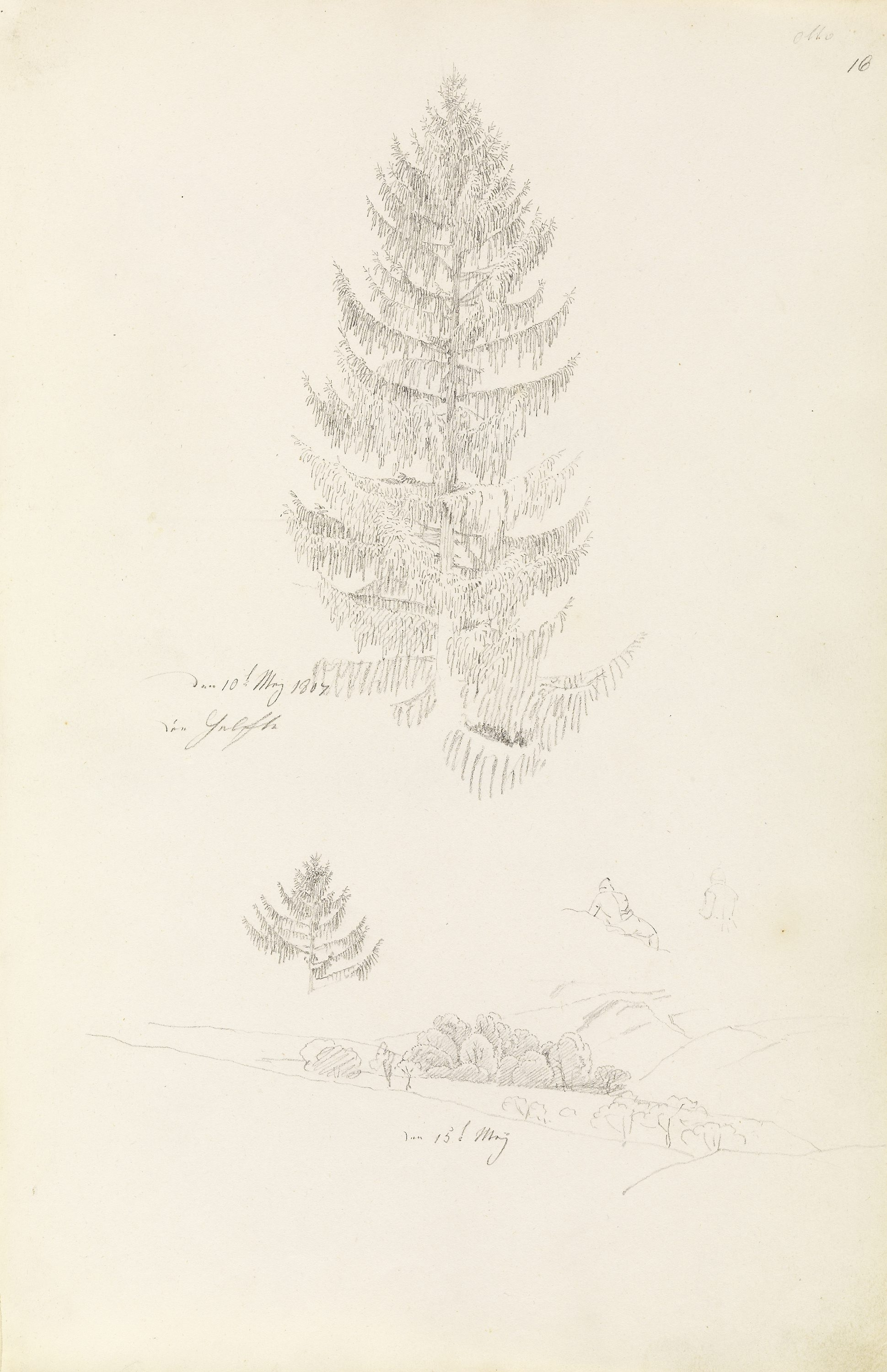
این نقاشی از این مطالعه درخت در سال ۱۸۰۷ استفاده کرده است
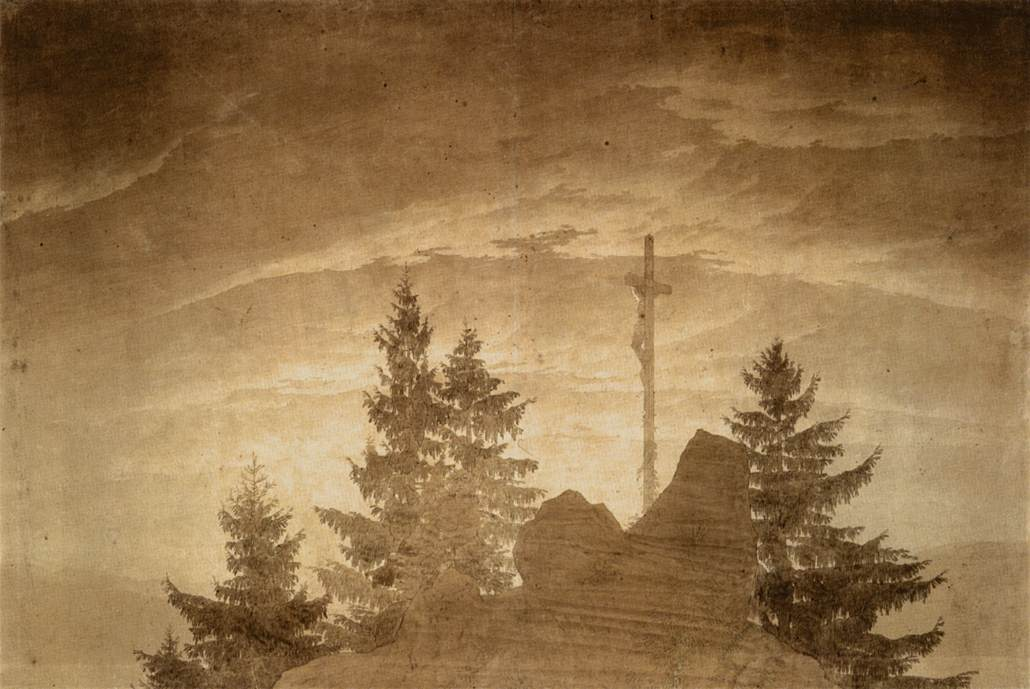
این طراحی مداد و سپیدا (حدود ۱۸۰۵/۰۶)[۴] در نمایشگاهی در آکادمی هنرهای زیبای درسدن در سال ۱۸۰۷ به نمایش گذاشته شده بود (کورنر ادعا می‌کند که این اثر نمایش‌داده‌شده گم شده است،[۱] اما ولف تصویر آن را نشان می‌دهد)

### آثار مرتبط بعدی

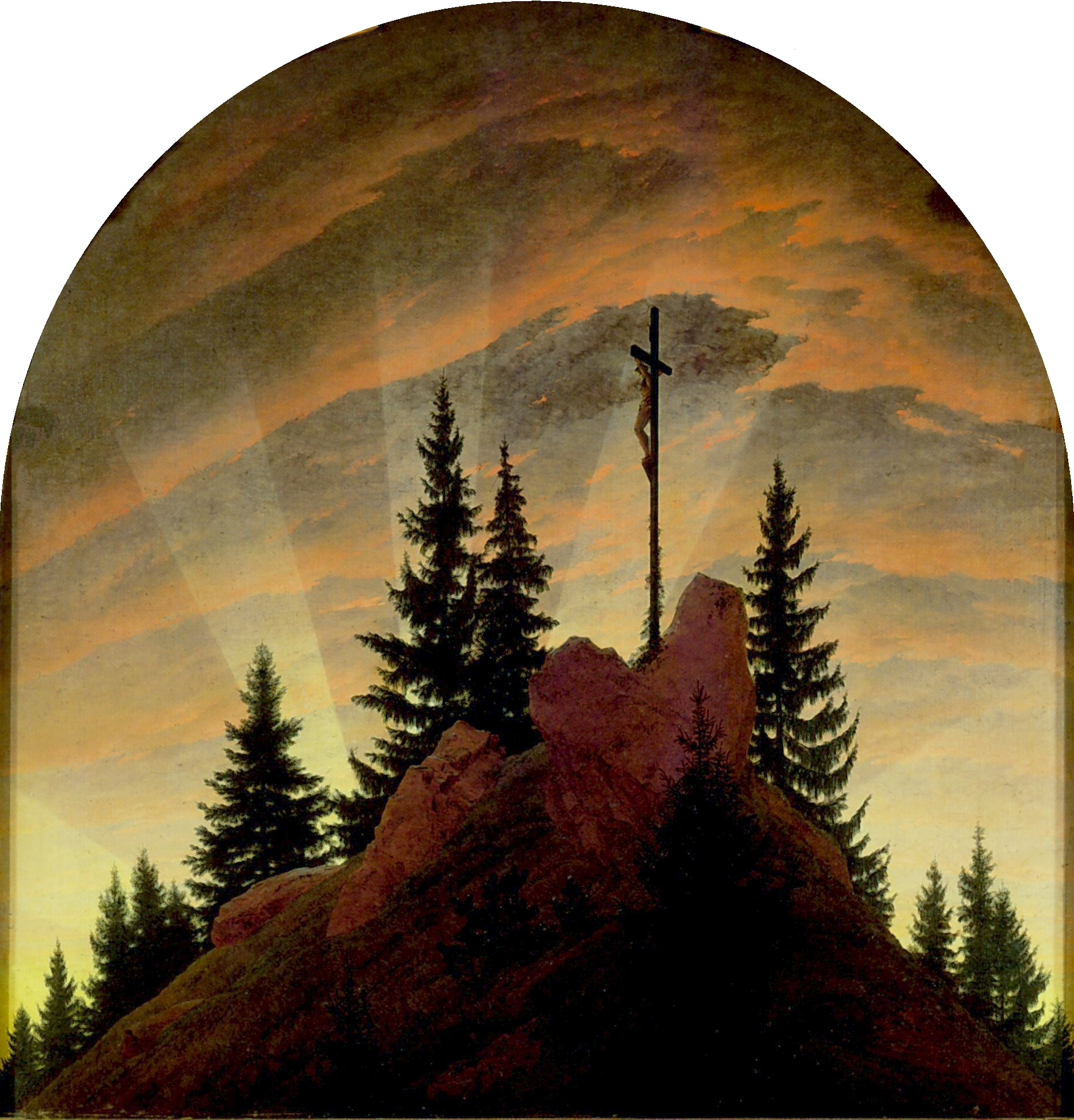
قطعه محراب فعلی بدون قاب
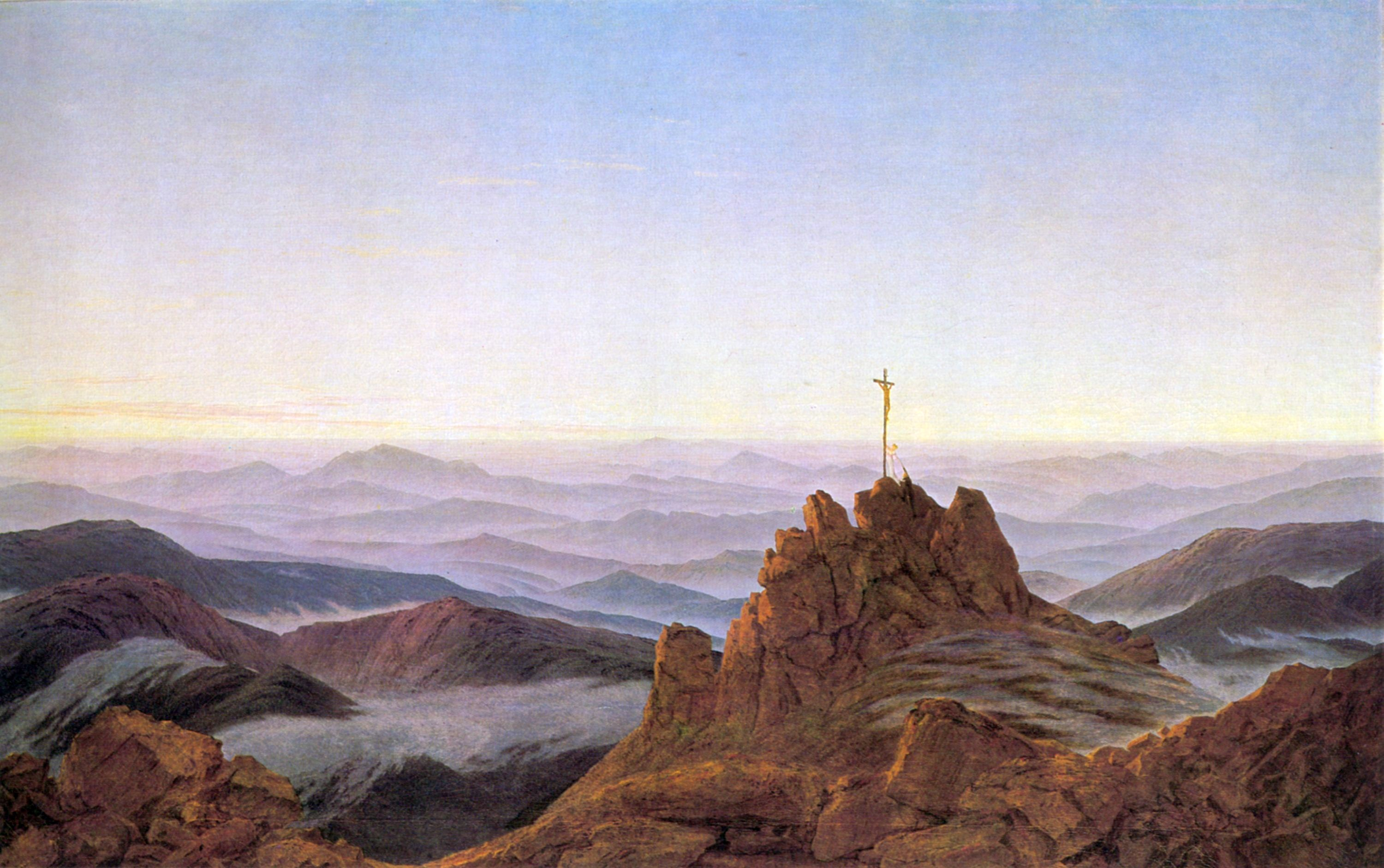
صبح در ریزنگیبریگه (۱۸۱۱). فریدریش صلیب را در نقاشی‌های دیگری که بلافاصله پس از محراب تچن ساخته شده‌اند قرار داده است.
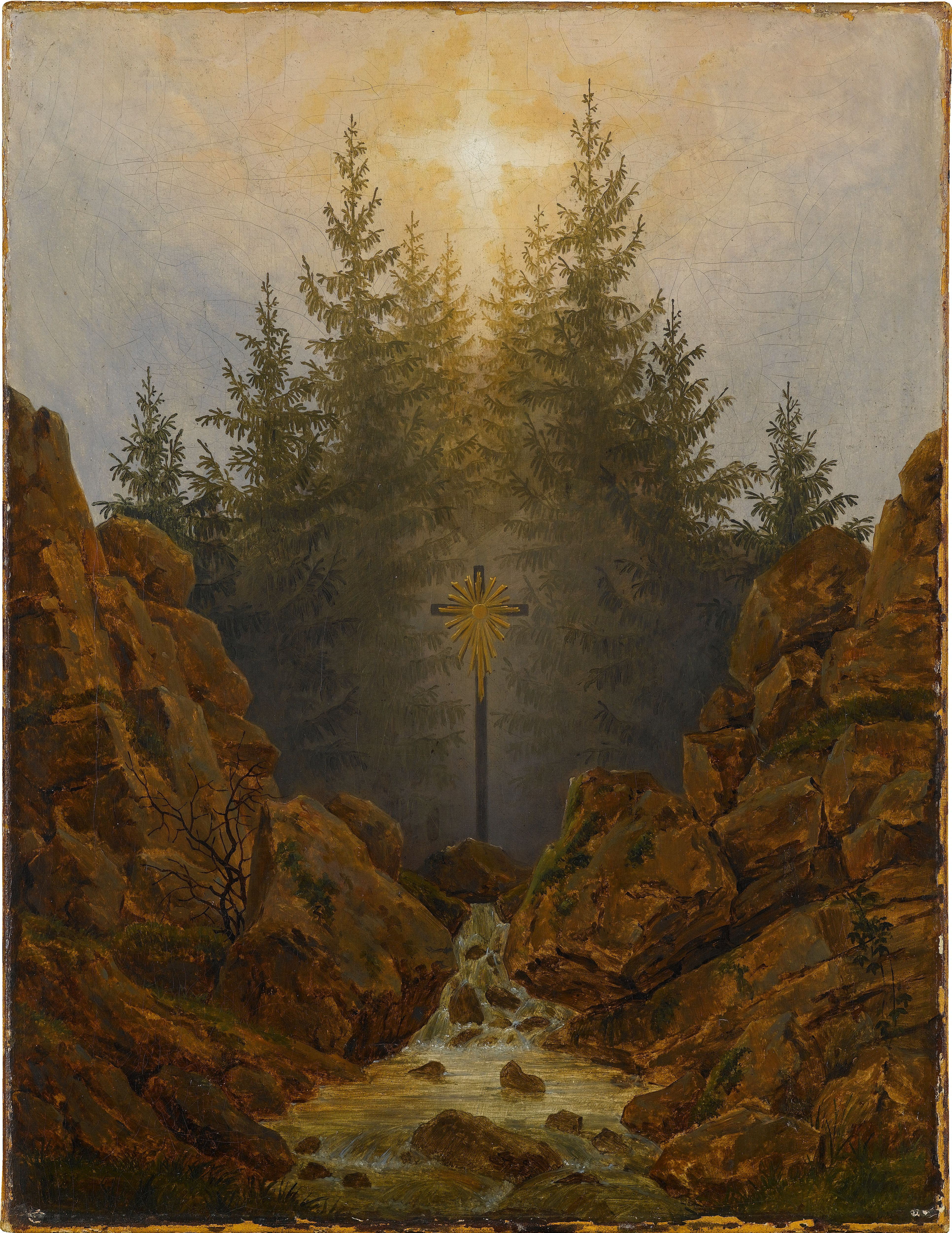
صلیب در جنگل (۱۸۱۱). زمینه بعدی.
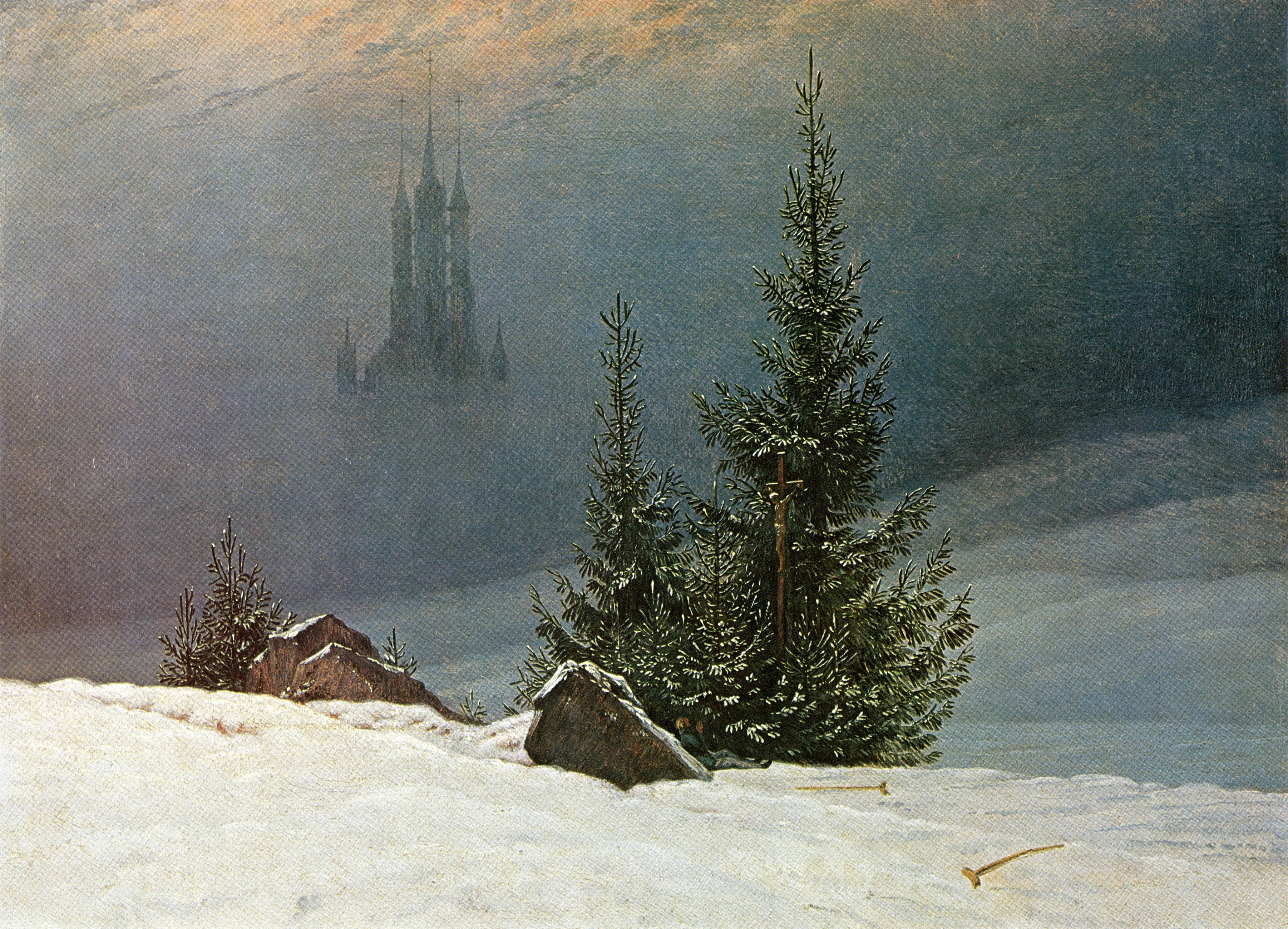
منظره زمستانی با کلیسا (۱۸۱۱). زمینه بعدی.
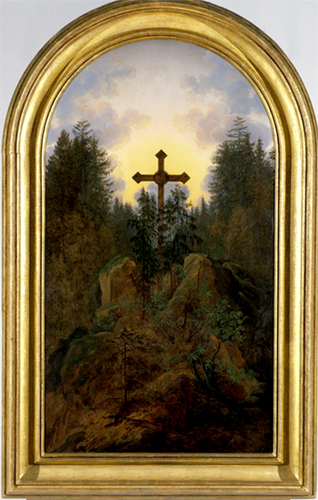
صلیب در کوهستان (۱۸۱۴–۱۸۲۰؛ موزه دوک گوتا)